# زباله‌دان بزرگ اقیانوس آرام

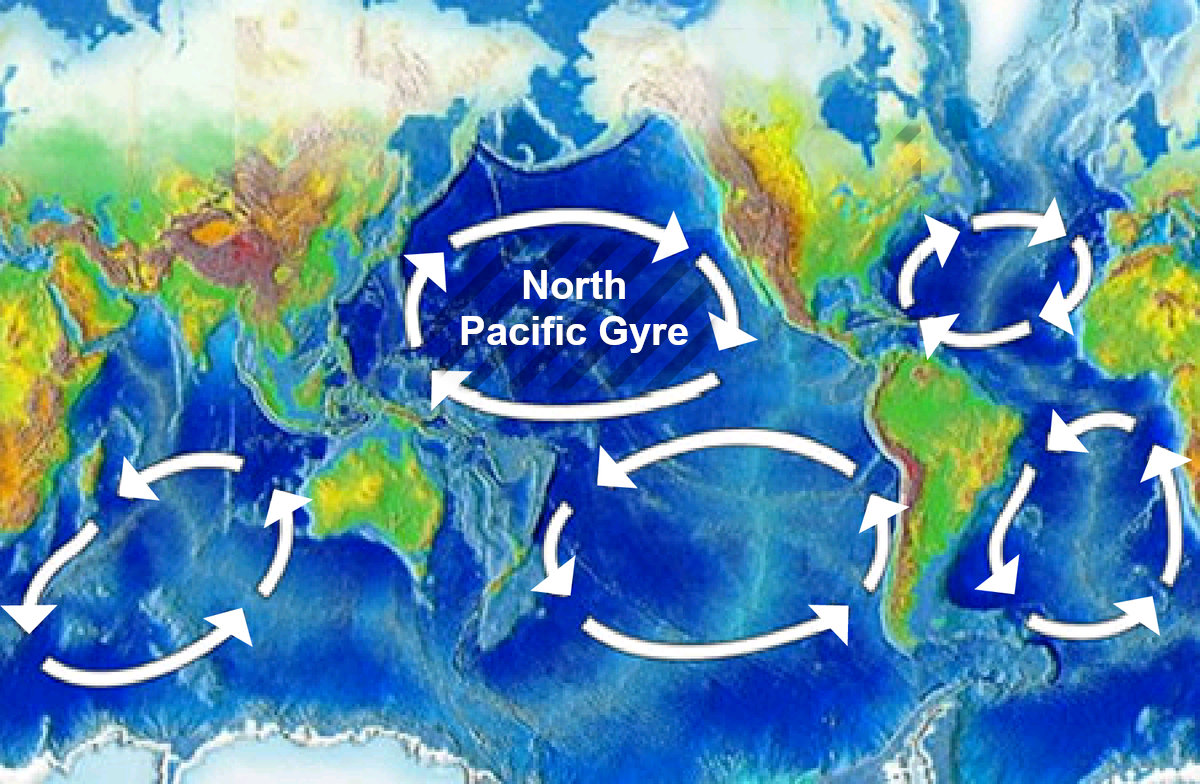
مکان چرخاب شمالی اقیانوس آرام که زباله‌دان بزرگ اقیانوس آرام در آن قرار گرفته‌است

زباله‌دان بزرگ اقیانوس آرام که با نام چرخاب زبالهٔ اقیانوس آرام نیز شناخته می‌شود، محل تجمع زباله‌های دریایی در چرخاب شمالی اقیانوس آرام است. مکان تقریبی این زباله‌دانی بین °۱۳۵ غربی تا °۱۵۵ غربی و °۳۵ شمالی تا °۴۲ شمالی است. این زباله‌ها در گسترهٔ وسیعی پراکنده شده‌اند و مرز این زباله‌دانی به نسبت میزان تراکم زباله‌های مورد نظر قابل تغییر است.
این زباله‌دان را به خاطر مقادیر بسیار بالای پلاستیک لجه‌ای و فاضلاب‌های شیمیایی می‌شناسند که در چرخاب بزرگ اقیانوس آرام شمالی گیر افتاده‌اند. با وجود گستردگی و تراکم بالای آن (حداقل چهار زباله در هر متر مکعب)، در تصاویر ماهواره‌ای قابل تشخیص نیست و کشتی‌های گذری و غواصان نیز ممکن است آن‌ را نیابند چون زباله‌های آن در حالت معلق در ستون‌های بالایی آب قرار دارند.